# آن صوفي جوهانسون
آن صوفي جوهانسون (بالسويدية: Ann-Sofie Johansson) هي مصممة أزياء سويدية، تشتهر بكونها المستشار الإبداعي ورئيسة التصميم لمتاجر إتش آند إم.

## حياتها المُبكرة والتعليمية
نشأت جوهانسون في رونيبي، على بعد ساعة واحدة من ستوكهولم، بالسويد. كانت جوهانسون تتسوق كثيراً عندما كانت شابة في متاجر إتش آند إم، ووصفتها بأنها «جنة الموضة».
بعد التفكير لأول مرة في العدول عن أن تصبح طبيبة بيطرية، قررت جوهانسون أن تدرس علم الفن وعلم الآثار في جامعة غوتنبرغ جامعة لوند، حيث أدركت في ذلك الحين أنها أرادت مهنة تظهر فيها إبداعها الفني. حصلت جوهانسون على بعض الدورات المسائية في التصميم في مدرسة أندرس بيكمان في ستوكهولم.

## عملها في متاجر إتش آند إم
تولت جوهانسون في عام 1987 بعد أن قررت أن تصبح مصممة أزياء وظيفة مساعد مبيعات في متاجر إتش آند إم H & M. وبعد ثلاث سنوات من الجدية والإبداع في عملها، قررت رئيسة قسم التصميم مارجريتا فان دين بوش تعيينها كمساعدة تصميمات. عملت جوهانسون من عام 1994 إلى عام 2005 كمصممة أزياء ف قسم الشباب، قبل أن تنتقل إلى قسم السيدات. وفي عام 2008، حصلت جوهانسون على ترقية إلى رئيس قسم التصميمات، حيث أشرفت على 140 من المصممين، وفي عام 2013 بدأت الإشراف على المجموعات الخاصة لمتاجر إتش آند إم H & M في باريس.
أصبح يوهانسون مستشارًا إبداعيًا في عام 2015، وأصبحت المتحدث الرسمي وممثلة متاجر إتش آند إم H & M .تشمل وظيفتها السفر، والبحث عن الأزياء، والإشراف على المُصممين، والإشراف على مجموعات «العلامة التجارية» الخاصة بـ H & M.